# Břetislav Štorm
Břetislav Štorm (21. června 1907 Řevničov – 11. června 1960 Praha) byl český architekt, grafik, ilustrátor, spisovatel, heraldik a propagační pracovník státní památkové péče.

## Život
Břetislav Štorm začal v roce 1917 studium na reálném gymnáziu v Rakovníku. Zaujala jej gotická architektura a výtvarná tvořivost, zejména kreslil, maloval akvarely, psal také první literární pokusy. Byl ovlivněn svým profesorem, malířem a grafikem Rudolfem Pucholdem a školními cestami po kraji. V roce 1923 se přestěhoval do Prahy. Po maturitě na gymnáziu, kde se intenzívně věnoval mj. francouzštině, byl o dva roky později přijat na Vysokou školu architektury a pozemního stavitelství ČVUT. Zde studoval u profesorů Antonína Engela, Antonína Mendla, Oldřicha Blažíčka, Rudolfa Kříženeckého, Severina Ondřeje, Rudolfa Kukače, Františka Kadeřávka, Antonína Ausobského a Zdeňka Wirtha. S Wirthem se spřátelil a spolupracoval s ním po celou svou další kariéru, stejně jako se Zdeňkem Mariou Zengerem.
V roce 1936 se oženil se Slávkou Mohalovou, v roce 1945 se podruhé oženil, s Martou Podzemskou.
Jeho tvorbu silně ovlivnila jeho hluboká katolická víra.
Břetislav Štorm zemřel 11. února 1960 v Praze. V roce 1999 získal cenu za památkovou péči Ministerstva kultury ČR in memoriam.

## Pracovní kariéra a dílo
- 1926 počátek spolupráce s nakladatelem Ladislavem Kuncířem, myšlenkový okruh Staré Říše a Jaroslava Durycha; ve velkoměstském prostředí se rychle orientoval protimodernisticky a prosazoval se svými kresbami a eseji
- 1928 leták Societas ideis restituendis
- 1929 revue Stěžeň, grafická úprava a s Rudolfem Mikutou převaha autorských článků
- 1931 absolutorium ČVUT, do 1933 vojenská služba v Hradci Králové
- 1933–1939 technickým úředníkem na Krajinskom úradě v Bratislavě, později v Košicích, neustálý kontakt s Čechami a s Prahou
- 1933 návrh domu Josefa Floriana ve Staré Říši
- 1933 próza Smrt rytíře Růže
- 1934 návrh chirurgického pavilonu ve Zvolenu
- 1935–1941 redigoval a tvořil Erbovní knížky
- 1937 próza Vladařství Růže
- 1937 vstoupil do obnoveného Řádu sv. Lazara Jeruzalémského jako herolt, první výstava v Institutu E. Denise v Praze, narození syna Vojtěcha
- 1938 návrh rozšíření kostela v Brezanech u Prievidzi
- 1939 návrh znaku Slovenského státu (spolu s Alexanderem Húščavou)[2]
- 1939 návrat ze Slovenska („dán k dispozici Protektorátu“), působil na několika úřadech v Praze, na Mělníku, nakonec na Ministerstvu veřejných prací
- 1939 návrh rodinného domu ve Všenorech
- 1941 návrh rodinného domu v Jarkovicích
- 1943 totální nasazení v ČKD v Praze – Libni
- 1944 onemocnění s řadou operací
- 1945 únor: po americkém bombardování Prahy byl vyproštěn z trosek nemocnice na Karlově, po rekonvalescenci nastoupil na podzim na Ministerstvo techniky; působil jako výtvarný a rekonstrukční poradce Emauzského kláštera a Břevnovského opatství a byl členem správní rady hradu Karlštejna
- 1946 navrhl insignie Univerzity Palackého, realizovány byly pouze řetězy fakult
- 1947 zastupoval Ministerstvo techniky v nově vytvořené Národní kulturní komisi pro správu kulturního majetku, vedené Zdeňkem Wirthem, jako místopředseda, zároveň přednosta a zpočátku jediný pracovník jejího technického oddělení
- 1948 Svatováclavská tapisérie
- 1950–1951 v Národní kulturní komisi, po jejím zrušení povolán Wirthem na Ministerstvo školství, věd a umění jako referent stavebních památek I. kategorie
- 1951 vitráže do kostela sv. Martina v Mšeně u Mělníka[3]
- 1952–1956 spolupracoval s architektem Jaroslavem Fidrou na adaptaci novogotických budov zámecké jízdárny a přilehlých prostor pro potřeby Alšovy jihočeská galerie v Hluboké nad Vltavou[4]
- 1954 ve Státní památkové správě, která byla roku 1958 reformována a změnila název na Státní ústav památkové péče a ochrany přírody; pro jeho propagaci psal a ilustroval mnohé tiskoviny
- 1957 insignie kanovníků Karlštejnské kapituly

## Spisy (výběr)
- Kniha kreseb Břetislava Štorma, Praha : Vyšehrad, 1939
- Úvod do heraldiky, Praha : Vyšehrad, 1940
- Architektura a pokrok, Praha : Vyšehrad, 1941
- Liturgické umění, Praha : Vyšehrad, 1941
- Ročenka pro liturgické umění 1941 (editor), Praha : Vyšehrad, 1941

## Próza
- 1943 Soví hrad
- 1944 Dobrý drak
- 1946 soubory povídek Dobrý rytíř a Stará kapitula

## Architektura a užité umění
Působil při obnově a záchraně mnoha památkových objektů, převážně hradů a zámků, z nichž jeho výtvarné a architektonické autorství dosud nesou Švihov, Kost a Buchlov, zatímco úpravy na Karlštejně byly odstraněny. Významné jsou i jeho návrhy zahradních zámeckých parterů v Jaroměřicích nad Rokytnou, Rájci nad Svitavou, Veltrusech, Náchod, Mnichově Hradišti, Chlumci nad Cidlinou a Jemništi, nerealizovány byly návrhy do Liblic a do Liběchova. Nešlo o rekonstrukce, ale o autorské návrhy.
Věnoval se užitému umění, navrhoval liturgické předměty (kalichy, monstrance a roucha), šperky, profánní předměty a nábytek. Jako grafik vynikl v heraldické kresbě, navrhoval značky, pečeti a exlibris. Graficky upravil množství knih. Zároveň byl činný jako autor básnických próz, drobných povídek a publicistických příspěvků o architektuře, životním stylu, heraldice a památkách.

### Architektura – realizace
Chirurgický pavilon nemocnice ve Zvolenu 1934, rozšíření kostela v Brezanech u Prievidzi 1938, rodinné domy: Florianův ve Staré Říši 1933, Dr. Hertla v Jarkovicích 1941 a vlastní ve Všenorech 1939, náhrobky: v Praze – Střešovicích, Vokovicích, v Týně n./Vlt., Poštorné a v Bratislavě

### Architektura – projekty
Kostel v Malém Beranově 1933 a kaple v Pohořilkách 1936 (oba návrhy v realizaci deformovány), Malá Kartouza do Staré Říše 1936, hrobní kaple J. Floriana do Staré Říše 1942, kostel do Somoskö 1941, kostnice řádu sv. Lazara 1951, rozšíření kostela v Príbovcích 1949, hřbitovní kaple do Všenor 1945, kaple pro Kláštor p. Znievom 1948, úpravy kostela v Hořičkách 1952. Rodinné domy: L.Kuncíře 1931 a A. Lískovce 1949

### Zlatnictví
- 1938–1939 návrhy na kalichy pro patera Moravu a převora Anastáze Opaska do Břevnovského kláštera
- 1940 návrh na relikviář sv. Prokopa pro Břevnovský klášter[5]
- 1941 návrhy šperků a galanterie pro Topičův salon
- 1946 Návrh na insignie Palackého university v Olomouci
- 1957 Návrh na insignie kanovníků Karlštejnské kapituly

### Památkové úpravy na hradech a zámcích
Kost 1955, Švihov 1953, Alšova galerie na Hluboké n./Vlt. 1952, Buchlov 1956, Boskovice 1953, Chlumec n./Cidl. 1959, Klášterec n./Ohří 1953 a Křivoklát 1954, zahradní partery zámků v Jaroměřicích n. /Rok., Rájci n./ Svit. 1951, Veltrusích 1952, Mnichově Hradišti 1950, Jemništi 1953 a v Liblicích 1950, vnitřní úpravy a instalace na Karlštejně 1956

### Volná kresba
Erb Kristův (několik verzí) –1939, Sv. čeští patroni 1944, Rozloučení s Karlem Schulzem – 1945

### Erbovníky
Erbovník Všenorský – 1945, želatinový tisk, ručně kolorováno; Rakovničtí erbovníci, záměr 1945, barevné tužkové skici, vydáno 2008; Erbovník arcibiskupů, biskupů a opatů ČSR – 1947, tuš na pauzáku; Erbovník benediktinské kongregace Sv. Vojtěcha – 1947, želatinový tisk ručně kolorováno; Armorial (Lazarský) – 1948, želatinový tisk, ručně kolorováno; Erbovník děkanů Královské kolegiatní kapituly na Karlštejně, asi 1957, tuš na pauzáku

### Tapisérie
Svatováclavská legenda 1948

### Vitráž
Kostel sv. Martina v Mšeně u Mělníka 1951

## Publikační činnost

### Redakce, úprava, články a kresby
Ročenka pro liturgické umění 1941, Erbovní knížky 1935–1941 (od r. 1940 redaktorem B. Lifka)

### Monografie
Kniha kreseb Břetislava Štorma, Vyšehrad Praha 1939

### Próza
Smrt rytíře Růže, J. Hrachovina Praha 1933; Báječná zvířata, obludy a nestvůry, O.F. Babler a B. Durych Olomouc 1935; Vladařství Růže, L.Kuncíř Praha 1937; Soví hrad, Vyšehrad Praha 1943; Pohádka o dobrém rytíři, měsíčník Živá tvorba č. 1 – 6 1943; Dobrý drak, L. Kuncíř 1944; Dobrý rytíř, (antologie) Vyšehrad Praha 1946; Stará kapitula, Vyšehrad Praha 1946; Poutník – J. Picka Kladno 1957; posmrtně: Strašidla (Starý poustevník), F. Štorm Praha 1992; Knížka o životě rytířském, F. Štorm Praha 1994

### Odborné publikace
Znaky stavu kněžského v českých zemích, Družina literární a umělecká Olomouc 1929; Patero zemských znaků – J. Hrachovina Praha 1934; Úvod do heraldiky, Vyšehrad Praha 1940; Architektura a pokrok – Vyšehrad Praha 1941; Liturgické umění – Vyšehrad Praha 1941, posmrtně: Základy péče o stavební památky SÚPPOP Praha 1965, NPÚ Praha 2007; O. J. Blažíček a kol. Slovník památkové péče, STN Praha 1962, heslář heraldiky a heslo architektura; Břetislav Štorm, mezi žízní budoucnosti a trýzní minulosti – sborník NPÚ Brno 2008; Rakovničtí erbovníci, Rabasova galerie Rakovník 2008

### Publicistika v periodikách
Akce, Akord, Archa, Brána, Kuncířova ročenka, Kvart, Lidová demokracie, Marginálie, Na hlubinu, Národní obnova, Přehled, Rozmach, Řád, Stěžeň, Vyšehrad, Zprávy památkové péče

### Knižní úpravy
Střížovský: Svatý grál 1929, Herwig: Sv. Šebestián z Weddingu 1930, Claudel: Svaté obrázky z Čech 1932, Bridel: Slavíček velikonoční 1933, Dvě legendy o knihách 1934, Savonarola: Čiňte pokání 1935, Claudel: Křížová cesta 1936, Povídka o Aucassinovi a Nicolettě 1936, Šarič: Judit 1937, Lazecký: Odění královské 1937, Czepko, Silesius: Průpovědi poutníků cherubínských 1938, Antifony, hymny a sekvence 1940, Novalis: Ryzí květ 1940; Život a umučení svatého Václava a báby jeho svaté Ludmily podle sepsání Kristiánova, 1941; Chudoba: Španělé na Bílé hoře 1945, Helmolda kněze buzovského kronika slovanská 1947, Kempenský: Čtvero knih o následování Krista 1941, 1946

### Zmínky a pamětní tisky
Břetislavu Štormovi – Heraldika, Muzeum v Jílovém u Prahy premie 1970; T. Mazáč: Poslední gotický rytíř – Akord 8/1990; M. Trávníček: Nostalgický lyrik řádu – Proglas 8/1993; J. Kuběna: Paní Na Duze – Petrov 1998

## Výstavy

### Samostatné výstavy
Akademické týdny, Francouzský institut E. Denise Praha 1937; Muzeum v Jílovém u Prahy 1968; Technické muzeum v Brně 1969; Městské muzeum v Čelákovicích 1969; Památník národního písemnictví Praha 1988; Okresní vlastivědné muzeum v Č. Krumlově 1996; St. zámek Rájec n./Svit. 1997; Centrální katolická knihovna Praha 2005; Rabasova galerie Rakovník, 2007, Galerie Sklepení Národního památkového ústavu v Brně 2008

### Účast na kolektivních výstavách
Rakovnický salon – Rakovník 1941, 1942, Ex libris – SVU Purkyně Praha 1947, B. Štorm – Z.M.Zenger, – Čelákovice 1969, Heraldika a současnost – Prostějov 1983

### Katalogy
B. Lifka: Výtvarná a literární práce Břetislava Štorma za léta 1926 až 1936,
Č.A.T. Praha 1937; Břetislav Štorm: Výběr z heraldického díla – Muzeum v Jílovém u Prahy 1968, Břetislav Štorm, architekt a grafik, Rakovník 2008

## Ocenění
Čestné uznání Spolku českých bibliofilů 1935, in memoriam: cena MK ČR za památkovou péči 1999